# Tomáš Suchánek (lední hokejista)
Tomáš Suchánek (* 30. dubna 2003 Přerov) je český lední hokejista hrající na pozici brankáře. Patřil do mládežnických reprezentačních výběrů České republiky, například na mistrovství světa hráčů do osmnácti let v roce 2021. Na přelomu let 2022 a 2023 patřil do kádru reprezentace České republiky do dvaceti let, která na mistrovství světa vybojovala stříbrné medaile.

## Život
S hokejem začínal v přerovském klubu. Během ročníku 2019/2020 se prvně objevil v jeho kádru mužů, nicméně do soutěžního zápasu nezasáhl. V téže sezóně chytal za přerovský výběr do 17 let a rovněž do 20 let, dále výběr do 20 let týmu Oceláři Třinec a v rámci hostování nastoupil za výběr mužů celku HC Frýdek-Místek. V průběhu sezóny navíc do třineckého klubu přestoupil. Ročník 2020/2021 strávil celý na hostování ve frýdeckomísteckém celku. Po následující dvě sezóny nastupoval za tým Tri-City Americans v severoamerické Western Hockey League (WHL). Během druhé z nich patřil do juniorského výběru České republiky, který na mistrovství světa své věkové kategorie vybojoval titul vicemistrů světa. Před ročníkem 2023/2024 sice absolvoval přípravný kemp s družstvem Anaheim Ducks hrajícím Národní hokejovou ligu (NHL), nicméně během ročníku nastupoval za celek San Diego Gulls v Americké hokejové lize (AHL), odkud vypomáhal rovněž týmu Tulsa Oilers z ECHL.
Přestože neprošel draftem NHL, svými výkony na farmě v San Diegu oslovil funkcionáře Anaheimu do té míry, že s ním 23. března 2024 podepsali tříletý nováčkovský kontrakt, který mu umožňuje, aby od sezóny 2024/2025 nastupoval v NHL.

## Statistiky

### Klubové statistiky
| 2019/20        | HC Zubr Přerov     | ČHL-17         | 18 | 7  | 11 | 1044 | 44  | 0 | 92.24 | 2.53  | — | — | — | — | — | — | — | — |
| 2019/20        | HC Zubr Přerov     | 2. ČHL-20      | 2  | 2  | 0  | 120  | 4   | 0 | 92.16 | 2.00  | — | — | — | — | — | — | — | — |
| 2019/20        | HC Oceláři Třinec  | Pohár DHL      | 9  | 7  | 2  | 545  | 25  | 0 | 92.80 | 2.75  | — | — | — | — | — | — | — | — |
| 2019/20        | HC Frýdek-Místek   | 1. ČHL         | 15 | 10 | 4  | 883  | 40  | 0 | 89.85 | 2.72  | — | — | — | — | — | — | — | — |
| 2020/21        | HC Frýdek-Místek   | 1. ČHL         | 21 | 8  | 10 | 1194 | 62  | 1 | 90.76 | 3.12  | — | — | — | — | — | — | — | — |
| 2021/22        | Tri-City Americans | WHL            | 42 | 12 | 24 | —    | —   | 1 | 90.10 | 3.87  | — | — | — | — | — | — | — | — |
| 2022/23        | Tri-City Americans | WHL            |    |    |    |      |     |   |       |       |   |   |   |   |   |   |   |   |
| 1. ČHL celkově | 1. ČHL celkově     | 1. ČHL celkově | 36 | 18 | 14 | 2077 | 102 | 1 | 2.95  | 90.42 | — | — | — | — | — | — | — | — |

### Reprezentace
| Rok                       | Tým                       | Soutěž                    |    | Z | V  | P    | Čas | OG | ČK    | Úsp% | POG |
| ------------------------- | ------------------------- | ------------------------- | -- | - | -- | ---- | --- | -- | ----- | ---- | --- |
| 2020                      | Česko 17                  | WHC-17                    | 6  | 2 | 4  | 348  | 19  | 0  | 88.34 | 3.28 |     |
| 2021                      | Česko 18                  | MS-18                     | 4  | 1 | 3  | 167  | 18  | 0  | 78.57 | 6.47 |     |
| 2022                      | Česko 20                  | MS-20                     | 5  | 1 | 4  | 238  | 14  | 0  | 89.86 | 3.53 |     |
| 2023                      | Česko 20                  | MS-20                     | 7  | 5 | 2  | 437  | 11  | 1  | 93.41 | 1.52 |     |
| Juniorská kariéra celkově | Juniorská kariéra celkově | Juniorská kariéra celkově | 22 | 9 | 13 | 1190 | 62  | 1  | 88.77 | 2.82 |     |